# Province de Valparaiso
Pour les articles homonymes, voir Valparaiso (homonymie).
La province de Valparaíso est une province chilienne située dans le centre-ouest de la région de Valparaiso. Elle a une superficie de 2 780 km2 pour une population de 876 022 habitants. Sa capitale provinciale est la ville de Valparaiso. C'est la province la plus peuplée de la région, et celle avec le plus grand nombre de communes.

## Communes
La province est divisée en 9 communes  :  
- Valparaiso ;
- Viña del Mar ;
- Concón ;
- Quintero ;
- Puchuncaví ;
- Casablanca ;
- Juan Fernández.